# Cleora menanaria
Cleora menanaria är en fjärilsart som beskrevs av Walker 1863. Cleora menanaria ingår i släktet Cleora och familjen mätare. Inga underarter finns listade i Catalogue of Life.